# Charles Marion Russell
Charles Marion Russell (ur. 19 marca 1864 w St. Louis, zm. 24 października 1926 w Great Falls) – amerykański malarz, rzeźbiarz, pisarz, filozof i ekolog. Obok Frederica Sackridera Remingtona był jednym z najbardziej popularnych malarzy amerykańskiego Dzikiego Zachodu.
Russell pracował w młodości jako kowboj i traper, w 1888 mieszkał z Indianami w Alberta w Kanadzie. Jego twórczość inspirowała dzika przyroda, zwierzęta, życie i praca kowboi, myśliwych i Indian. Używał techniki olejnej i akwareli, dużo szkicował. Miał opinię znakomitego gawędziarza, po śmierci wydano zbiór jego opowiadań Trails Plowed Under i wybór pism pt. Good Medicine. Pozostawił blisko 4 tys. prac, jego twórczość ceniono za przedmiot narracji, niepowtarzalny styl i dynamikę przedstawianych scen. W Great Falls powstało muzeum jego imienia.

## Galeria prac

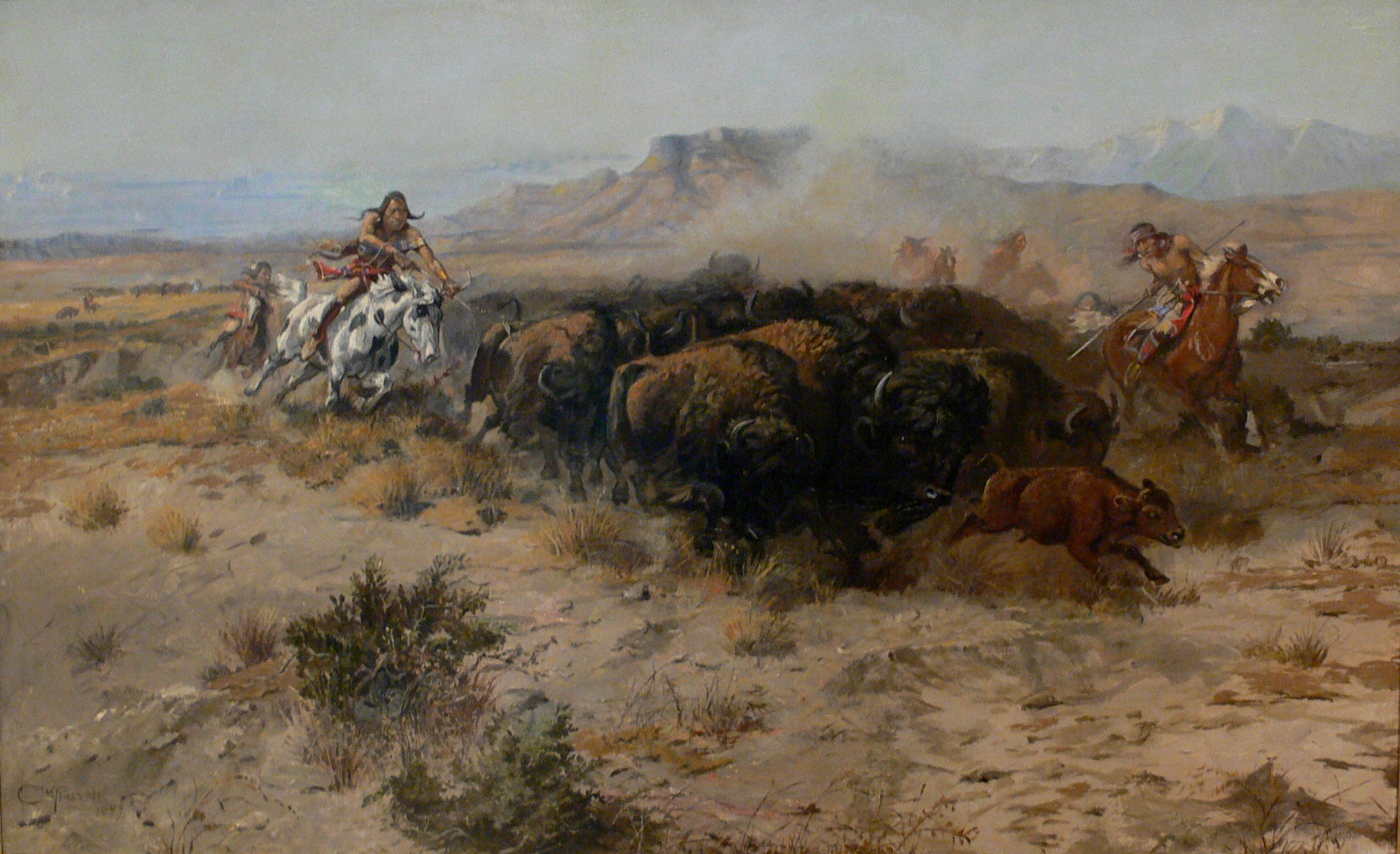
The Buffalo Hunt [No 26], 1899
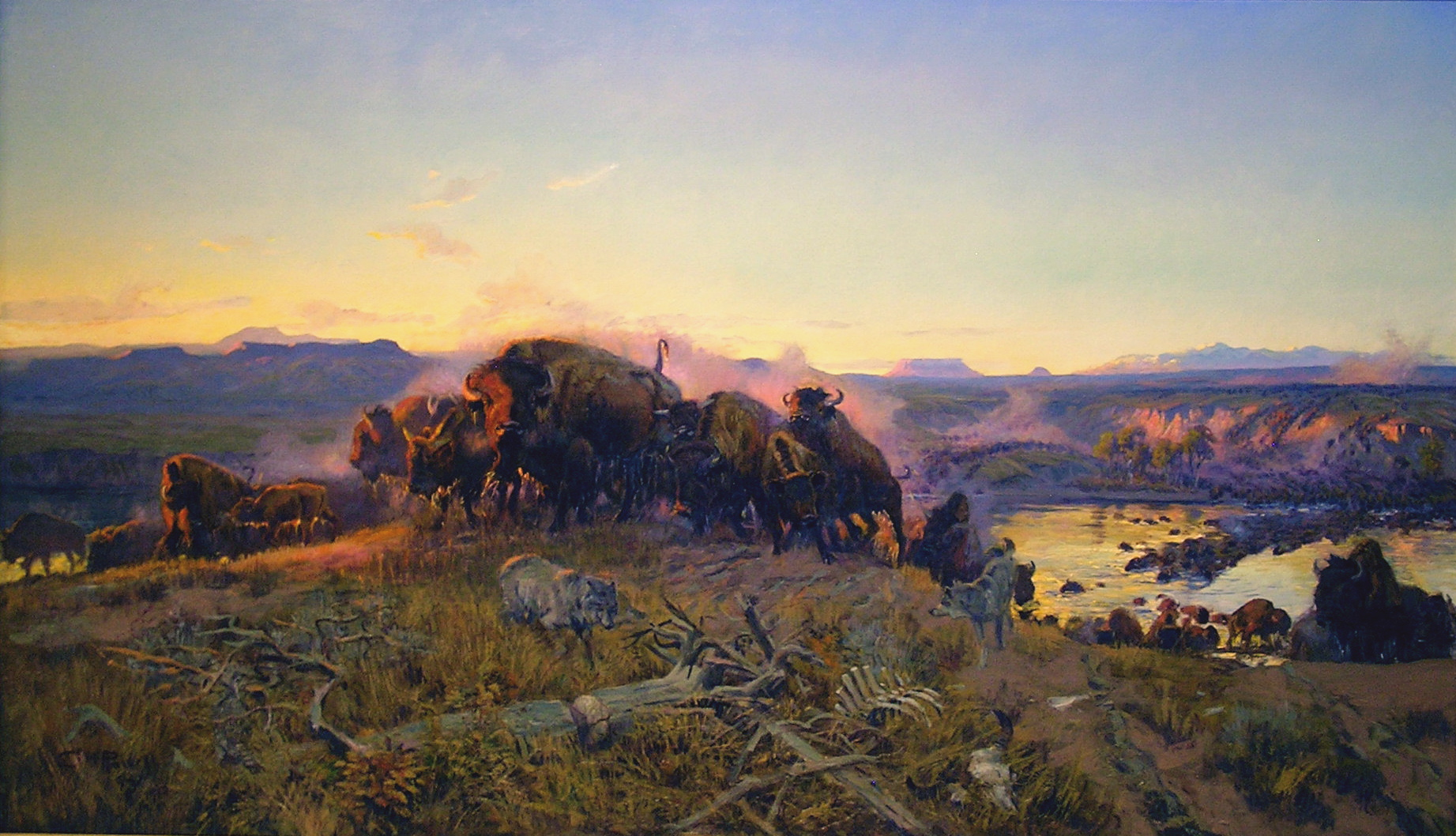
When the Land Belonged to God, 1914
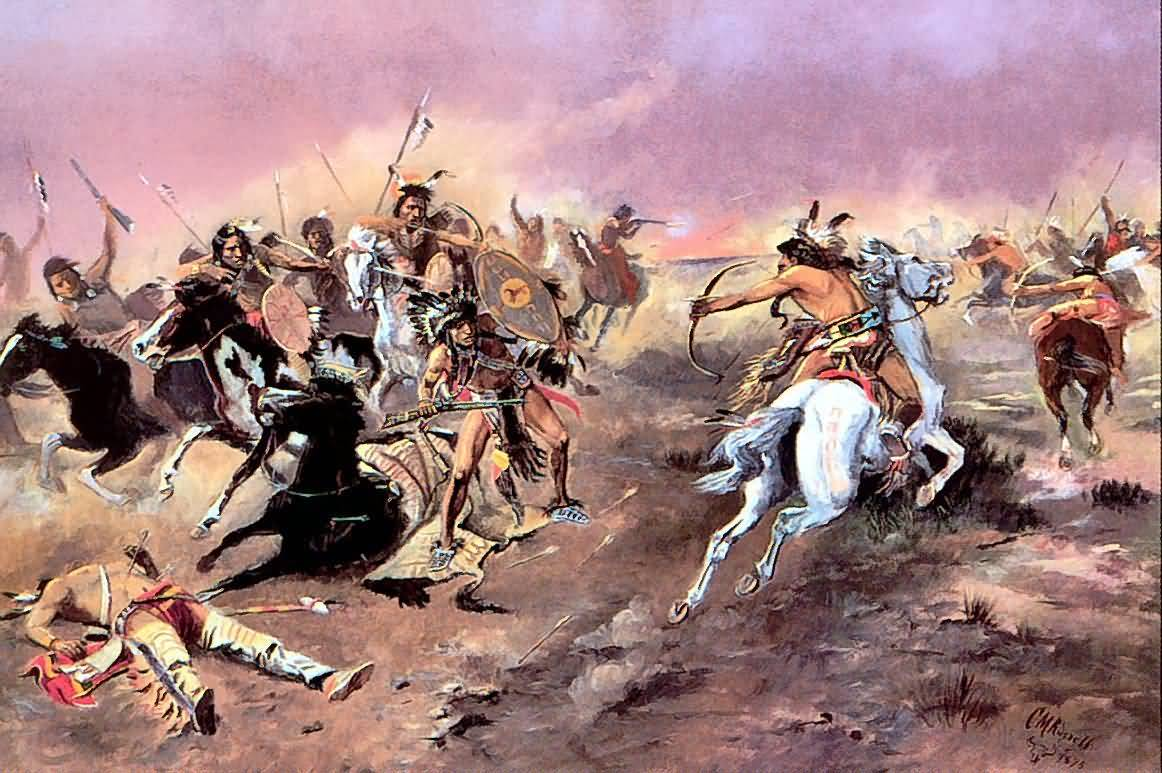
For Supremacy, 1895
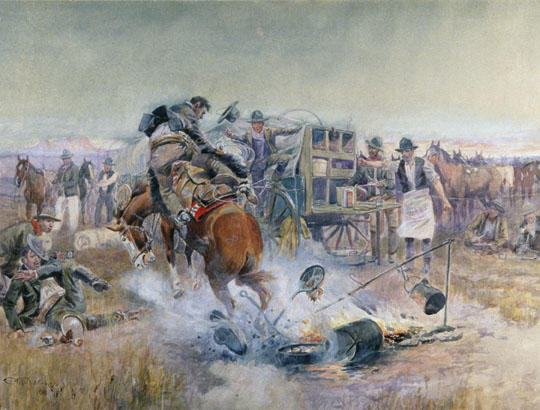
Bronc to Breakfast, 1908
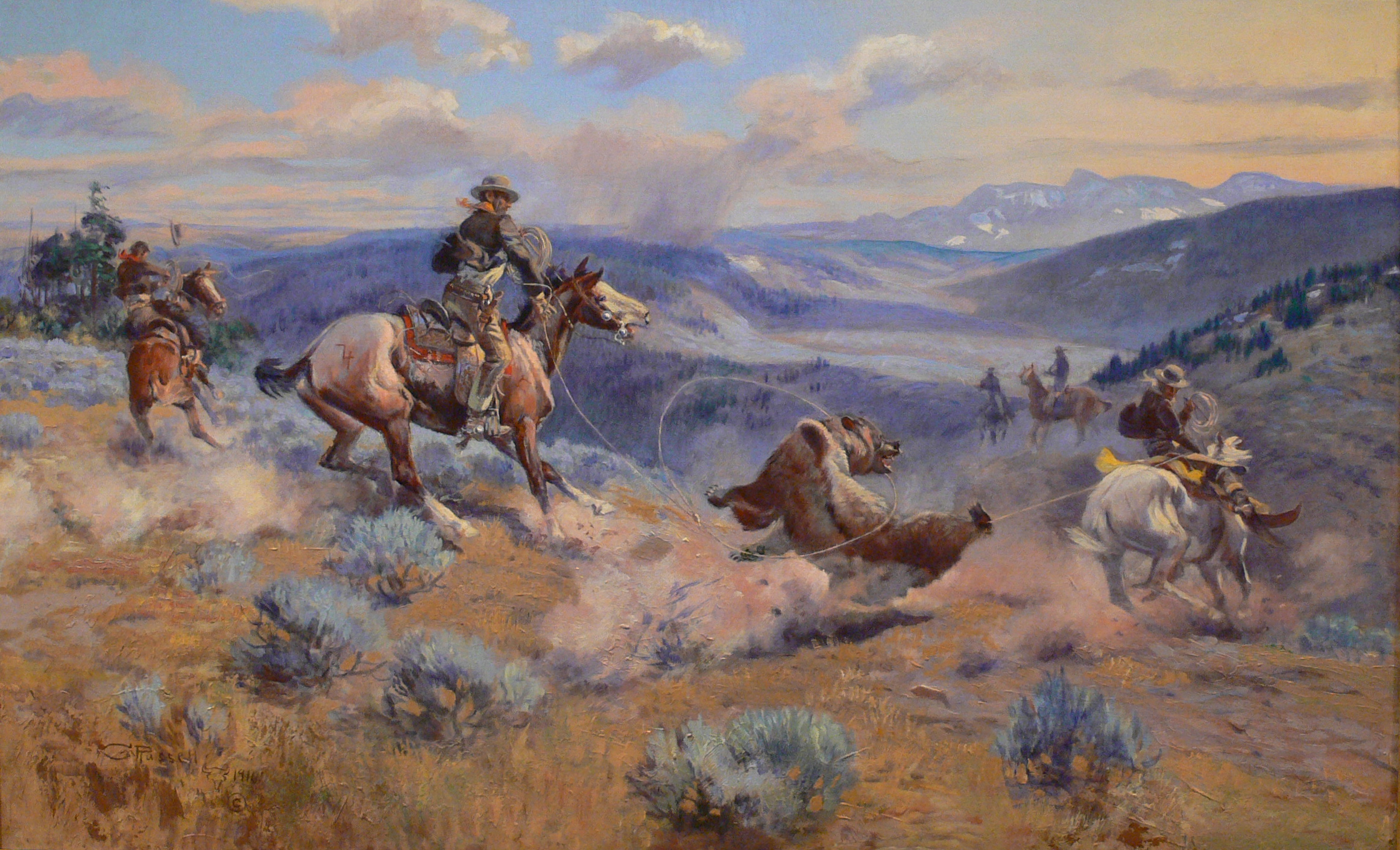
Loops and Swift Horses are Surer than Lead, 1916
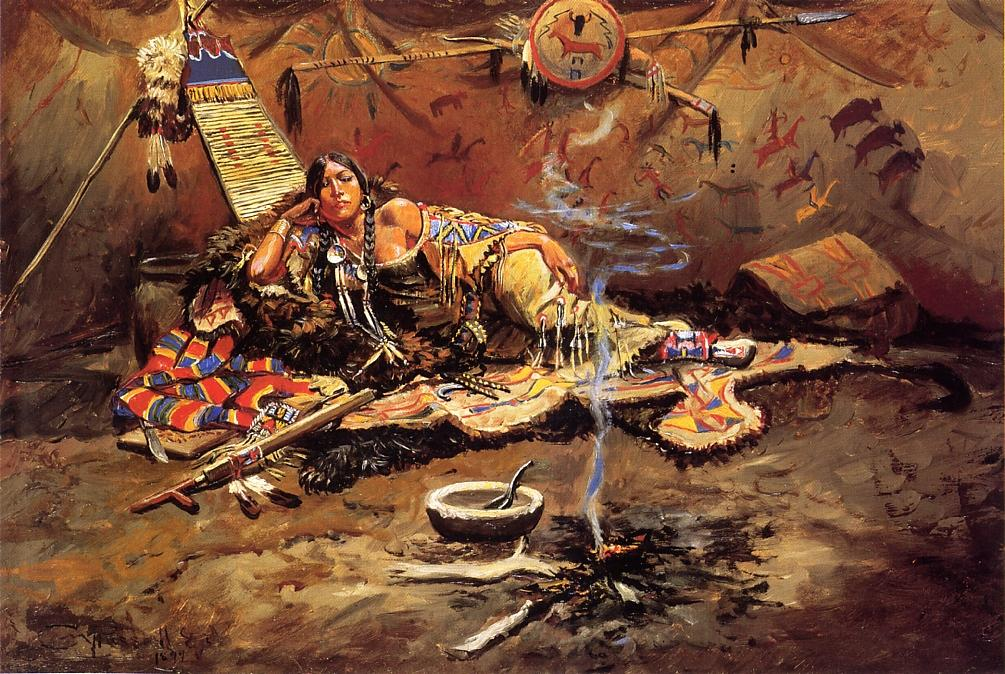
Waiting and Mad, 1899
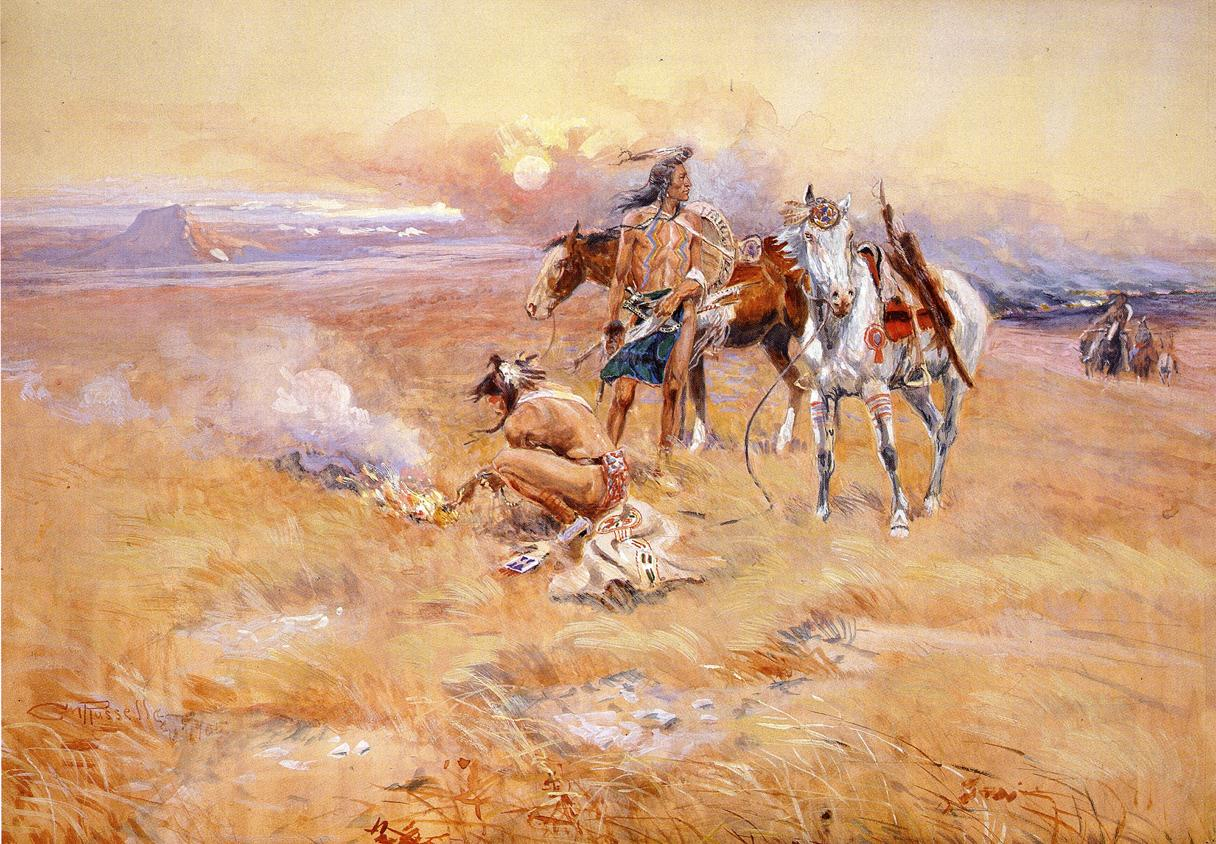
Burning Crow Buffalo Range, 1905
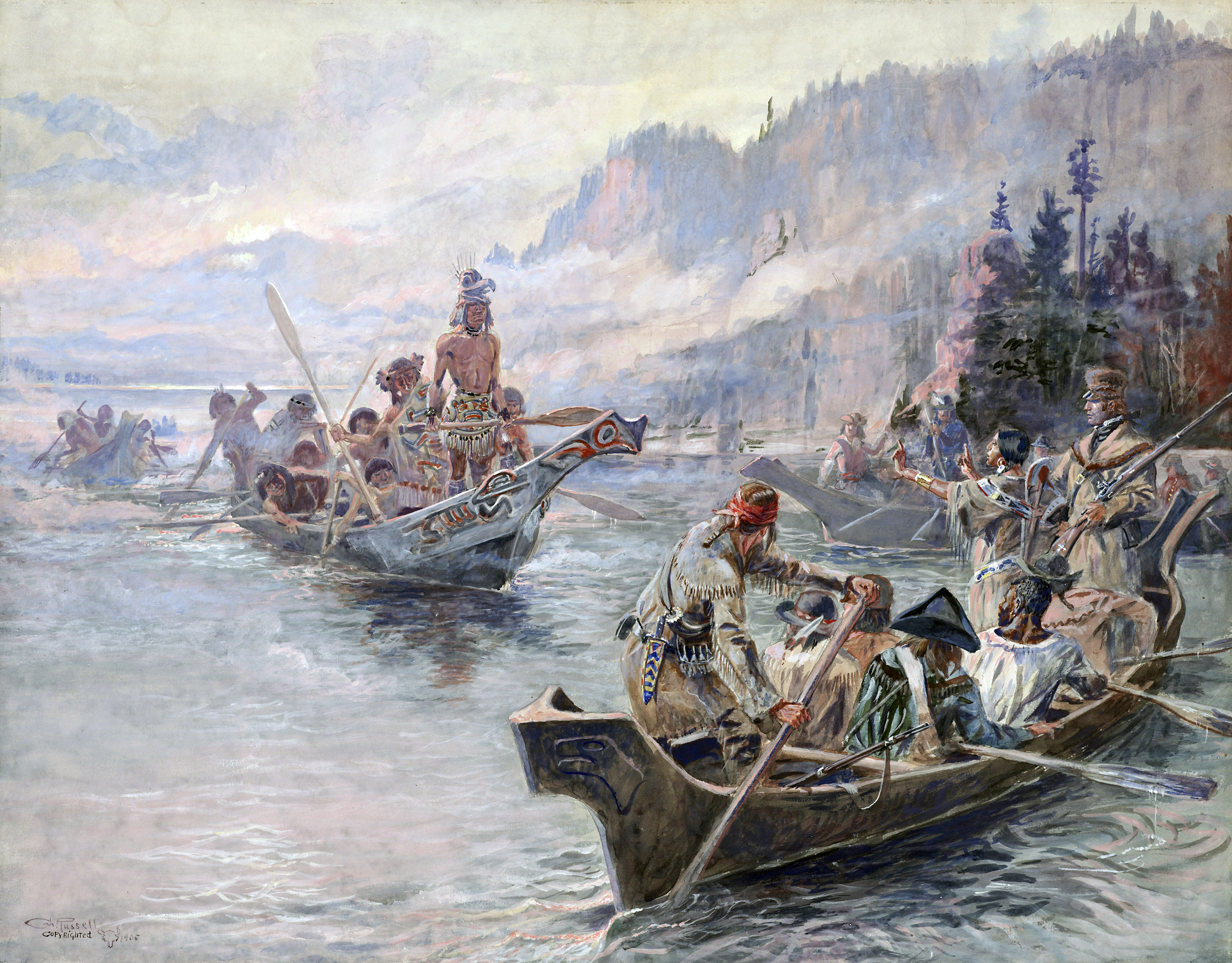
Lewis and Clark on the Lower Columbia, 1905
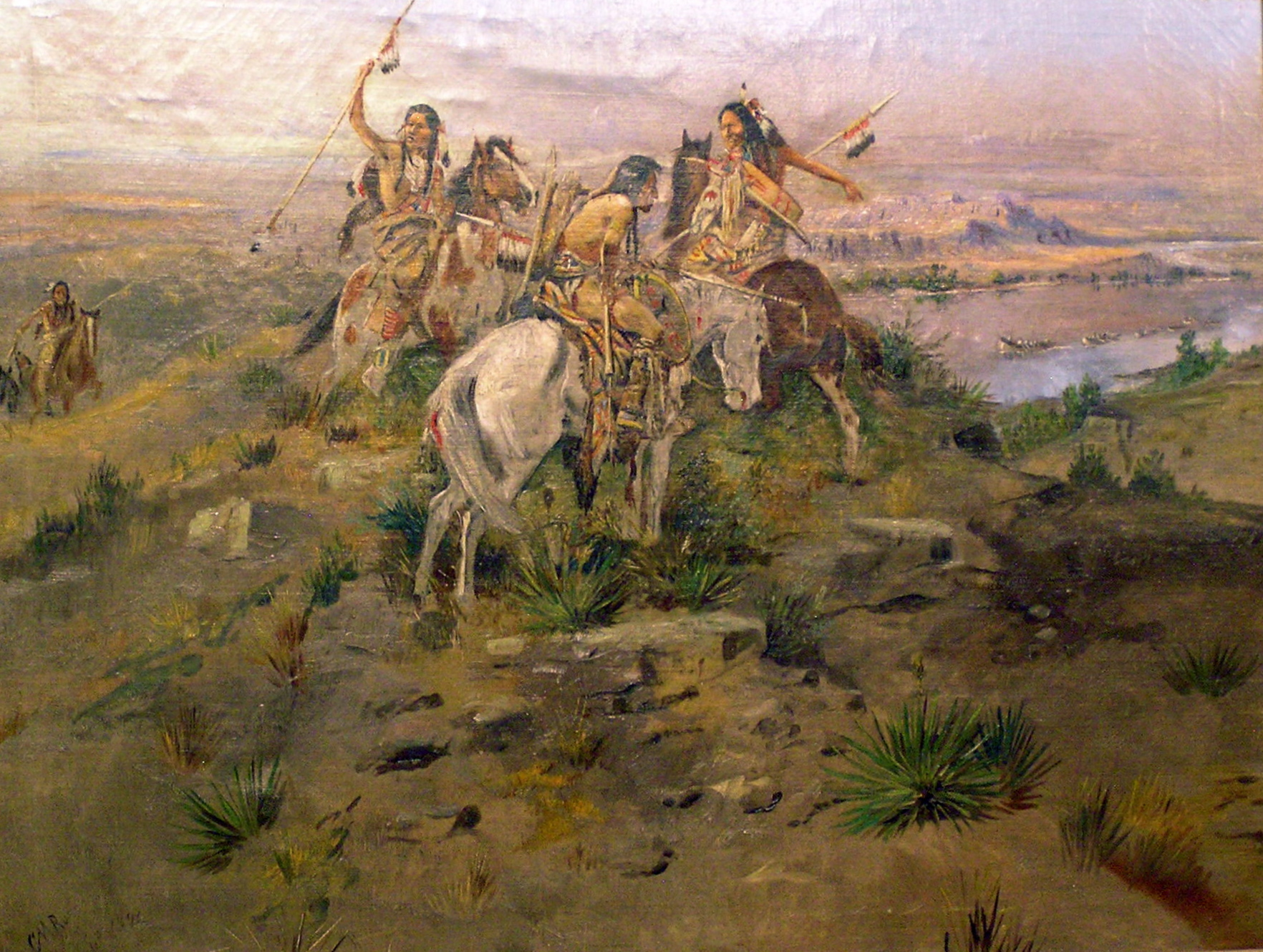
Indians Discovering Lewis and Clark, 1896

## Literatura dodatkowa
- Rick Stewart: Charles M. Russell, sculptor. Abrams, New York 1994. ISBN 0-8109-3772-7.
- John Taliaferro: Charles M. Russell: The Life and Legend of America’s Cowboy Artist. Little, Brown, Boston, 1996. ISBN 0-316-83190-5.